# Ulf Dageby
Ulf Thorbjörn Dageby, född 10 maj 1944 i Göteborg, död 16 juli 2024 i Karl Johans distrikt i Göteborg, var en svensk kompositör och musiker. Han var 1969–1982 medlem av Nationalteatern och deltog i senare års återföreningskonserter. Han släppte även ett antal soloalbum. På senare år var han mest verksam som filmmusikskapare.

## Karriär
1969 anslöt Dageby sig till teatergruppen Nationalteatern. Han skrev flera av gruppens låtar, däribland  "Barn av vår tid", "Rövarkungens ö", "Livet är en fest", "Hanna från Arlöv", "Vi cyklar runt i världen" och "Men bara om min älskade väntar", en översättning av låten "Tomorrow Is a Long Time" av Bob Dylan. På Alternativfestivalen i Stockholm 1975 framförde han under namnet Sillstryparn ("Sellastrôparn") låten "Doin' the omoralisk schlagerfestival", vilken blev mycket uppmärksammad.
1982 lämnade han Nationalteatern för att påbörja en solokarriär. Han solodebuterade 1983 med albumet En dag på sjön. Året därpå kom Lata rika där låten "El Dorado" blev den mest kända. 1986 släppte Ulf Dageby och Skymningskvartetten Minnen från jorden, som är baserad på Birger Sjöbergs dikter. 1989 kom hans sista soloskiva Känsliga soldater.
Dagebys solokarriär var betydligt mindre politisk inriktad än den han gjorde med Nationalteatern. Han blev även känd för sitt arbete med filmmusik, bland annat i samarbete med filmskaparen Stefan Jarl, med filmer som Ett anständigt liv och Hotet.
Den förste att guldbaggeprisas för sin filmmusik var Ulf Dageby som 1982 fick Guldbaggejuryns specialpris för musiken till Målaren, av Göran Du Rées och Christina Olofson.
1993 påbörjade Ulf Dageby ytterligare en soloskiva som på grund av studier aldrig färdigställdes. Efter ha studerat komposition i fyra år arbetade han främst med filmmusik till bland annat Martin Beck-filmerna.
Dageby medverkade i 2013 års upplaga av TV4:s Så mycket bättre.
Han tilldelades 2023 års Cornelis Vreeswijk-stipendium.
Han var bosatt i Göteborg men avled 2024 på Skaftö i Lysekils kommun.
Han efterlämnar frun Anki och tre barn.

## Diskografi

### Soloalbum
- 1983 – En dag på sjön
- 1984 – Lata rika
- 1986 – Minnen från jorden
- 1989 – Känsliga soldater
- 2019 – Ulf Dageby Band

### Singlar
- 1981 - "Togges Gossar; Barflickans längtan/En hälsning till våren" (Dageby på elgitarr och klarinett)
- 1984 - "Mitt hus är försvunnet!/Mitt rum"
- 1989 - "Barn/Underbara rum"
- 1990 - "Dansar/Dansar(på en söndag)"

### Samlingsalbum
- 1992 – Neonskogen/soundtracks 79-92
- 1995 – Underbara rum (14 låtar)
- 2002 – 18 sånger - en samling

### Filmmusik (urval)
Kompositionen är ett och samma melodiska tema till samtliga Beck-filmer i den akuella filmsäsongen, inte ett separat musikstycke till varje enskild film.

- 1979 – Ett anständigt liv
- 1983 – Naturens hämnd
- 1984 – Bakom jalusin
- 1985 – Själen är större än världen
- 1986 – I lagens namn
- 1987 – Hotet
- 1987 – Hästens öga (TV-serie)
- 1988 – Det är långt till New York
- 1989 – Tiden har inget namn
- 1989 – Täcknamn Coq Rouge
- 1991 – Under isen
- 1993 – Rosenbaum (TV-serie)
- 1997 – Jag är din krigare
- 1997 – Beck – Lockpojken
- 1997 – Beck – Mannen med ikonerna
- 1997 – Beck – Pensionat Pärlan
- 1997 – Slussen
- 1997 – Beck – Spår i mörker
- 1998 – Beck – The Money Man
- 1998 – Beck – Monstret
- 1998 – Beck – Vita nätter
- 1998 – Beck – Öga för öga
- 1998 – Liv till varje pris
- 2001 – Kommissarie Winter. Sol och skugga
- 2003 – Om jag vänder mig om